# Sankt-Johannes-Kirche (Arendsee)

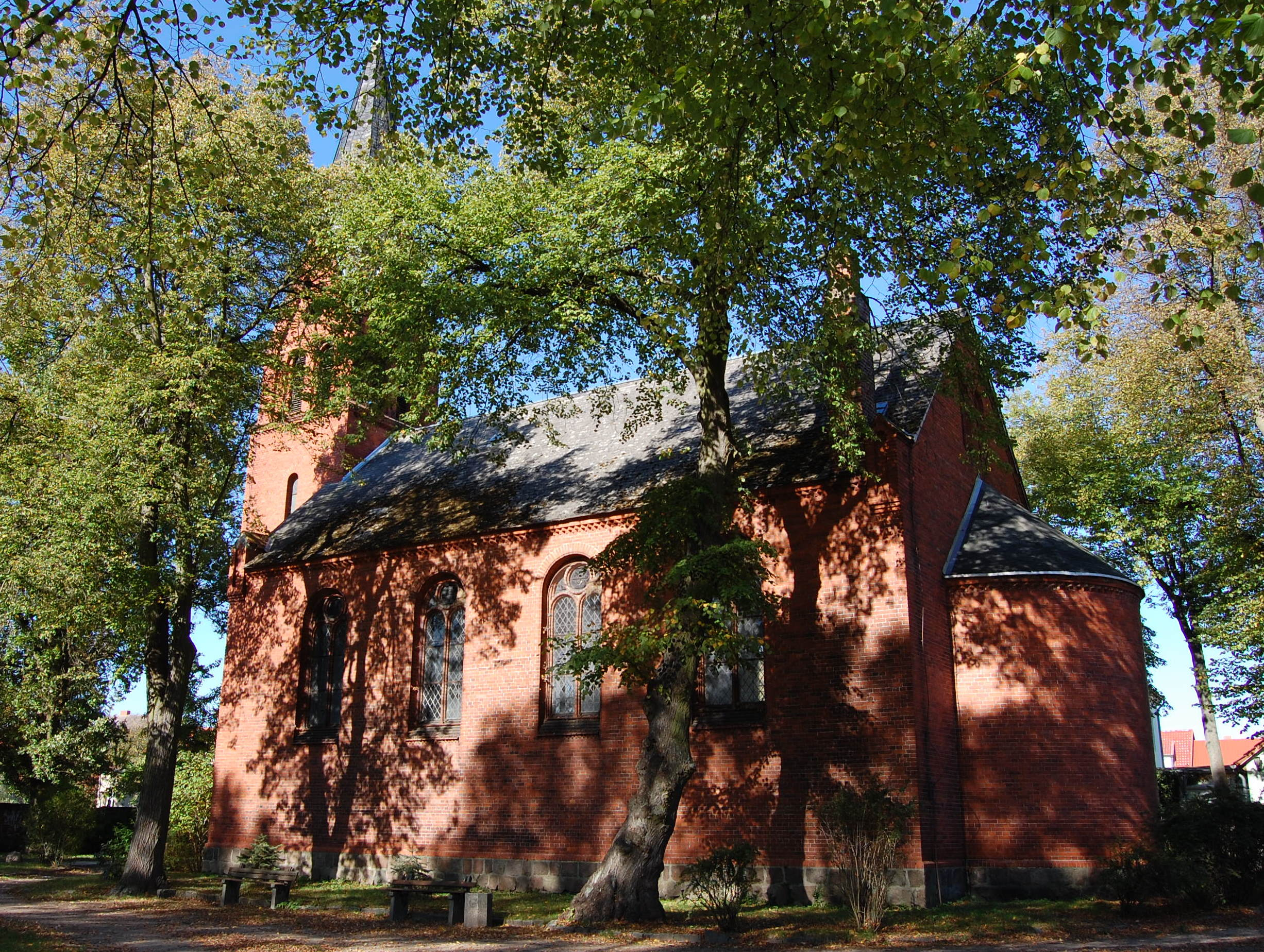
Sankt-Johannes-Kirche

Die Sankt-Johannes-Kirche ist eine evangelische Kirche in der Stadt Arendsee in Sachsen-Anhalt. Sie befindet sich unmittelbar südlich des Rathauses und gehört zum Kirchenkreis Stendal der Evangelischen Kirche in Mitteldeutschland.

## Geschichte und Architektur
Zunächst verfügte Arendsee abgesehen von der westlich gelegenen Klosterkirche noch über eine etwa 1381 errichtete Kapelle, die jedoch 1831 niederbrannte. Der Neubau der heutigen Kirche erfolgte nach einem Entwurf des Kreisbaumeisters Gerlhoff aus Osterburg in den Jahren 1881 und 1882.
Es entstand eine aus Backstein errichtete Saalkirche mit rechteckigem Grundriss. Der Sockel des Gebäudes besteht aus Granitquadern. Auf der Westseite erhebt sich auf quadratischem Grundriss der Kirchturm mit vier Giebeln und einem achteckigen Helm. Östlich des Schiffs befindet sich eine halbrunde Apsis. Die Kirche zeigt sich schlicht im Rundbogenstil.
Das Innere der Kirche wird von einer flachen Decke überspannt. Der Turm verfügt im Untergeschoss jedoch über ein Kreuzgratgewölbe, die Apsis über eine Halbkuppel. Die hölzerne Einrichtung ist schlicht und stammt aus der Bauzeit. Das Kircheninnere ist zurückhaltend mit Ornamenten ausgemalt. Eine Restaurierung dieser Malereien erfolgte 1983.
Die Taufe ist im Stil der Neoromanik gestaltet und aus Metallguss hergestellt. Zum Teil ist sie vergoldet bzw. bronziert. Die Orgel der Kirche wurde 1883 durch den Magdeburger Carl Böttcher gebaut. Sie verfügt über einen reich gestalteten Orgelprospekt im Stil der Neorenaissance.